# Емгерст (Техас)
Емгерст (англ. Amherst) — місто (англ. city) в США, в окрузі Лемб штату Техас. Населення — 678 осіб (2020).

## Географія
Емгерст розташований за координатами 34°0′43″ пн. ш. 102°24′53″ зх. д. / 34.01194° пн. ш. 102.41472° зх. д. (34.011982, -102.414776).  За даними Бюро перепису населення США в 2010 році місто мало площу 2,37 км², уся площа — суходіл.

## Демографія
Згідно з переписом 2010 року, у місті мешкала 721 особа в 256 домогосподарствах у складі 186 родин. Густота населення становила 304 особи/км².  Було 321 помешкання (136/км²).
Расовий склад населення:
| - 68,4 % — білих - 4,7 % — чорних або афроамериканців - 3,2 % — корінних американців - 20,5 % — осіб інших рас |

До двох чи більше рас належало 3,2 %. Частка іспаномовних становила 48,4 % від усіх жителів.
За віковим діапазоном населення розподілялося таким чином: 26,9 % — особи молодші 18 років, 54,5 % — особи у віці 18—64 років, 18,6 % — особи у віці 65 років та старші. Медіана віку мешканця становила 40,3 року. На 100 осіб жіночої статі у місті припадало 100,8 чоловіків;  на 100 жінок у віці від 18 років та старших — 97,4 чоловіків також старших 18 років.
Середній дохід на одне домашнє господарство  становив 50 358 доларів США (медіана — 44 904), а середній дохід на одну сім'ю — 56 351 долар (медіана — 49 844). За межею бідності перебувало 23,8 % осіб, у тому числі 36,8 % дітей у віці до 18 років та 12,8 % осіб у віці 65 років та старших.
Цивільне працевлаштоване населення становило 348 осіб. Основні галузі зайнятості: сільське господарство, лісництво, риболовля — 32,2 %, транспорт — 12,1 %, будівництво — 11,8 %.